# 大重わたる
大重 わたる（おおしげ わたる、1982年2月6日 - ）は、日本の俳優、お笑い芸人。本名、大重 弥。東京都出身。ワタナベエンターテインメント所属。法政大学出身。身長168cm。
2005年12月に結成したコントユニット夜ふかしの会のメンバーとしても活動している。

## 出演
単独での出演を記載。メンバーとしての出演は夜ふかしの会を参照。

### テレビドラマ
- 刑事110キロ 第2話（2013年5月2日、テレビ朝日） - 覗き魔 役
- ヤメゴク〜ヤクザやめて頂きます〜（T2015年5月14日、BS） - 受け子 役
- 仮カレ  第2話（2015年11月3日 - 12月22日、NHK BSプレミアム） - 磯貝卓（EC運営部主任） 役
- はぶらし/女友だち 第6話（2016年2月9日、NHK BSプレミアム） - 週刊誌記者 役
- 私 結婚できないんじゃなくて、しないんです 第2話（2016年4月22日、TBS） - 婚活パーティーの参加者 役
- Heaven?〜ご苦楽レストラン〜（2019年7月9日 - 9月10日、TBS） - 見習いコック 月川陽平 役[5]
- MIU404 第8話（2020年8月14日、TBS） - 堀内伸也 役

### バラエティー

#### 準レギュラー
- 痛快TV スカッとジャパン（2014年10月 - 、フジテレビ）
  - 「イヤミ課長」に山下亘 役で出演[6]。
- ネタパレ（2018年1月 - 、フジテレビ）
  - 「瀬良社長」に会社員 大重 役で不定期出演 。

##### 単発
- オモクリ監督 〜O-Creator's TV show〜（2014年11月23日、フジテレビ）
  - アンガールズ田中作品「仕事」に出演。
- NONFIX（2015年5月27日、フジテレビ）
- 趣味どきっ！恋する百人一首 第3回（2015年12月21日、Eテレ） - 会社員 役
- 超ハマる!爆笑キャラパレード（2016年10月15日、フジテレビ） - 部下 山下 役
- 超ハマる!爆笑キャラパレード（2016年11月19日・12月3日、フジテレビ） - 会社員 大重 役
- 欅坂46 SHOW!（2016年12月10日、NHK BSプレミアム）

### 映画
- はめられて Road to Love（2016年） - 主演
- 身体を売ったらサヨウナラ（2017年）
- 真っ赤な星（2018年）
- MIRRORLIAR FILMS Season7『ヒューマンエラー』（2025年）[7]

### CM
- 明治『白のひととき』(2014年)
  - “明治白のひととき”の唄に出演。
- ゼリア新薬工業 ヘパリーゼW『今宵もヘパリーゼW』編(2014年)
- 三交ホーム『断熱はどうする？』（2015年）
  - 「家には妥協したくない。」篇、「家で、節約。」篇に出演。
- JCBカード『買い物に、愛をこめて。』（2016年）
- メガネの田中（2019年）
- ケロッグ オールブラン『元気の腸能力』篇（2020年）
- マクドナルド てりやきマックバーガー『しあわせな、おいしさ』篇(2021年)

### 舞台
- 劇団親友の彼女 第2回公演「まるで逆にお金を頂きたい舞台の再演」(2007年4月27日 - 4月29日)
  - 「ニセ劇団」のメンバーとして出演。
- ニセ劇団 トリップ#5「9は10の近く〜The 9 is near the 10〜」(2007年7月27日 - 7月29日)
  - 「ニセ劇団」のメンバーとして出演。
- ジエン社 第3回公演「ゴーストニートペアレント」（2009年2月19日 - 2月22日）
- 東京芸術劇場提携公演「EKKKYO-!」（2010年1月14日 - 1月17日）
  - 岡崎藝術座の演目に出演。
- ジエン社 第5回公演「クセナキスキス」[8]（2010年6月3日 - 6月6日）
- toi presents 5th「華麗なる招待-The Long Christmas Dinner-」（2010年7月23日 - 8月1日）
- 身内うけユニット7%竹「地上デジタル竹」(2010年9月20日、23日、29日)
- ジエン社 第6回公演「スーサイドエルフ／インフレ世界」[9]（2011年3月31日 - 4月3日）
- アリー・エンターテイメント プロデュース「いい日、さよなら 〜六畳一間で愛してる〜」[10]（2011年6月1日 - 6月5日）
  - ☆キャスト版に出演。
- ジエン社　第7回公演「アドバタイズドタイラント」[11]（2012年1月19日 - 22日）
- ジソーキッズ 第1回公演「マジックユーザー」（2012年10月12日 - 10月14日）- 主演
- toi presents 6th「あっこのはなし」[12]（2012年12月13日 - 12月16日）
- THEATER ZOU-NO-HANA VOL.5「象はすべてを忘れない」[13](2013年12月1日、5日 - 8日、12日 - 15日)
- A Rockman Produce(vol.1)「パンドラの箱」[14]（2014年3月25日 - 3月30日）
- スマートイルミネーション横浜2014「moving projection theater たてもののおしばい」象の鼻パーク[15](2014年10月30日 - 11月3日)
- TANGRAM Produce 03「春のズボンと秋のブラシ」（2014年11月27日 - 12月1日）
- Theater ZOU-NO-HANA 2014「象はすべてを忘れない」[16]（2014年12月5日 - 12月23日）
- ままごと×象の鼻テラス Theater ZOU-NO-HANA 2015「ゾウノハナスイッチ」（2015年12月4日 - 12月23日）
  - 11日、18日、23日の回に出演。
- AMD Performance Series Vol.4「トムヤムクンと夜へ」（2016年2月10日 - 2月14日）
- かわいいコンビニ店員飯田さん 第4回公演 新作・再演短編集「どりょく」（2016年6月2日 - 6月12日）
- ハムレット[17]（2017年4月9日 - 4月28日）
- 青年団若手自主企画vol.72 柳生企画「ひたむきな星屑」[18]（2017年11月2日 - 11月6日）
- マキーフン vol.3「髪をかきあげる」[19]（2017年12月6日 - 12月10日）
- 劇団Tomorrow 第13回公演「クレーマー〜見えない敵〜」（2019年2月23日 - 2月24日）
- 千と千尋の神隠し Spirited Away（2022年2月28日 - ）[20]
  - 千と千尋の神隠し 名古屋御園座公演（2023年8月13日 - 8月26日）
  - 千と千尋の神隠し 東京、LONDON公演（2024年3月11日 - 8月24日）
  - 千と千尋の神隠し 上海公演（2025年7月14日 - 8月3日）[21]
- かみむら文庫「御社のチャラ男」（2024年11月27日 - 12月1日）

### その他出演
- Web 「夜ふかしの会大重　一攫千金企画」（2013年 - ）
  - YouTubeにて配信されている、夜ふかしの会全国ツアーの資金調達のために大重の自腹で宝くじを買う企画。
- Web クォータースターコンテスト(2014年8月30日)
  - 大統領師匠のユニット「送別会」に出演。
- Web ネスレシアターonYoutube 「踊る大空港(略)」(2016年11月1日)
- ショートフィルム『ハマの靴探偵』（2019年1月26日 - ）

## 関連商品

### DVD
- いい日、さよなら 〜六畳一間で愛してる〜（2011年10月19日）
  - ☆キャスト版に出演。